# 甘比亞女王
甘比亞女王（英語：Queen of the Gambia）曾是冈比亚國家元首的头衔。其僅为國家之象征，無实权，職責僅為依總理建議任命總督，其餘作為虛位元首的职务由冈比亚总督代行。

## 歷史
1964年，英國國會通过《1964年岡比亞獨立法令》，同意當時的甘比亞自1965年成为獨立国家；伊莉莎白二世女王则成为為甘比亞的國家元首和甘比亞君主。1965年，冈比亚正式独立，肯特公爵也在肯特公爵夫人的陪同下代表甘比亞君主出席了甘比亞的獨立慶典。:94肯特公爵代表伊莉莎白二世女王主持甘比亞議會第一屆會議開幕，並於2月18日在寶座上發表談話。
伊莉莎白二世女王對甘比亞的憲法職責主要委託給甘比亞總督，即她在甘比亞的代表。甘比亞總督由伊莉莎白二世女王根據甘比亞總理的建議任命。
甘比亞的君主立憲制政府形式受到甘比亞憲法“根深蒂固”條款的保護。根深蒂固條款只有在得到甘比亞議會三分之二議員要求修改之情況下，並隨後在公民投票中獲得三分之二多數票同意後才能修改。在甘比亞，政府就君主立憲制之存废進行了兩次公民投票，第一次因為沒有獲得必要的三分之二多數票而未通过，暂时保留了君主立宪制；第二次投票則同意废除君主立宪制，因此甘比亞於1970年4月24日通過了廢除君主立憲制的新憲法，并从此成為大英國協內的一個共和國，以甘比亞總統為國家元首。

## 访问
伊莉莎白二世曾在1958年的聖誕廣播中宣布，她和丈夫爱丁堡公爵菲利普亲王將于1959年底訪問甘比亞。但因為女王即将生下約克公爵安德魯王子，訪問被推遲。其后，伊莉莎白女王於1961年12月3日至5日訪問了甘比亞。